# Arbeitslager Gross Strehlitz
Arbeitslager Gross Strehlitz – niemiecki obóz pracy przymusowej założony w 1940 w Strzelcach Opolskich w województwie opolskim. Funkcjonował do 1945 roku.  
Od czasu powstania zakładu karnego w Strzelcach Opolskich wykorzystywano niewolniczą pracę więźniów tam osadzonych. 

## Historia obozu
W latach 1940–1942 funkcjonował jako ZA-Lager (Zwangsarbeitslager – obóz pracy przymusowej dla Żydów z terenu Śląska, Zagłębia Dąbrowskiego i Europy Zachodniej). Obóz pracy przymusowej zaczął funkcjonować w październiku 1940, po powołaniu przez Heinricha Himmlera szefa policji we Wrocławiu Albrechta Schmelta na stanowisko Specjalnego Pełnomocnika SS-Reichsführera do Spraw Zatrudnienia Obcych Narodowości na Górnym Śląsku (Sonderbeaftragter des RFSS für fremdvölkischen Arbeitseinsatz in Oberschlesien). Od tego czasu obóz stał się częścią sieci obozów Organizacji Schmelta, gdzie przymusowo zatrudniano żydowskich robotników z gett Śląska i Zagłębia. 
Obóz był różnorodnie nazywany: Judenlager albo Judenlager-Arbeitslager. 
Początkowo w wybudowanych barakach na terenie zakładów wapienniczych miało się pomieścić około 100 osób. Wiadomo, że w pewnym okresie działalności obozu przebywało w nich około 600 osób. 
Więźniowie pracowali na dwie zmiany po 12 godzin dziennie, także w niedziele. Niewolnicza praca była wyczerpująca. Wolny czas wypełniano apelami i bezwzględną selekcją więźniów. Chorych, wycieńczonych i niezdolnych do dalszej pracy odsyłano do gett w Będzinie i Sosnowcu. Powodowało to ukrycie rzeczywistej śmiertelności w obozie. Na miejsce odesłanych sprowadzano nowe kontyngenty Żydów. Warunki bytowe i higieniczne ulegały stałemu pogarszaniu. Strażnicy byli brutalni, a w obozie panował terror.
Likwidacja obozu nastąpiła prawdopodobnie na przełomie 1942/1943. Więźniów chorych i niezdolnych do pracy wysłano do hitlerowskiego obozu koncentracyjnego Auschwitz-Birkenau. Natomiast więźniowie zdolni do pracy zostali przewiezieni do obozu pracy przymusowej Arbeitslager Blechhammer, na terenie obecnego Kędzierzyna-Koźla.